# MIT Sloan School of Management

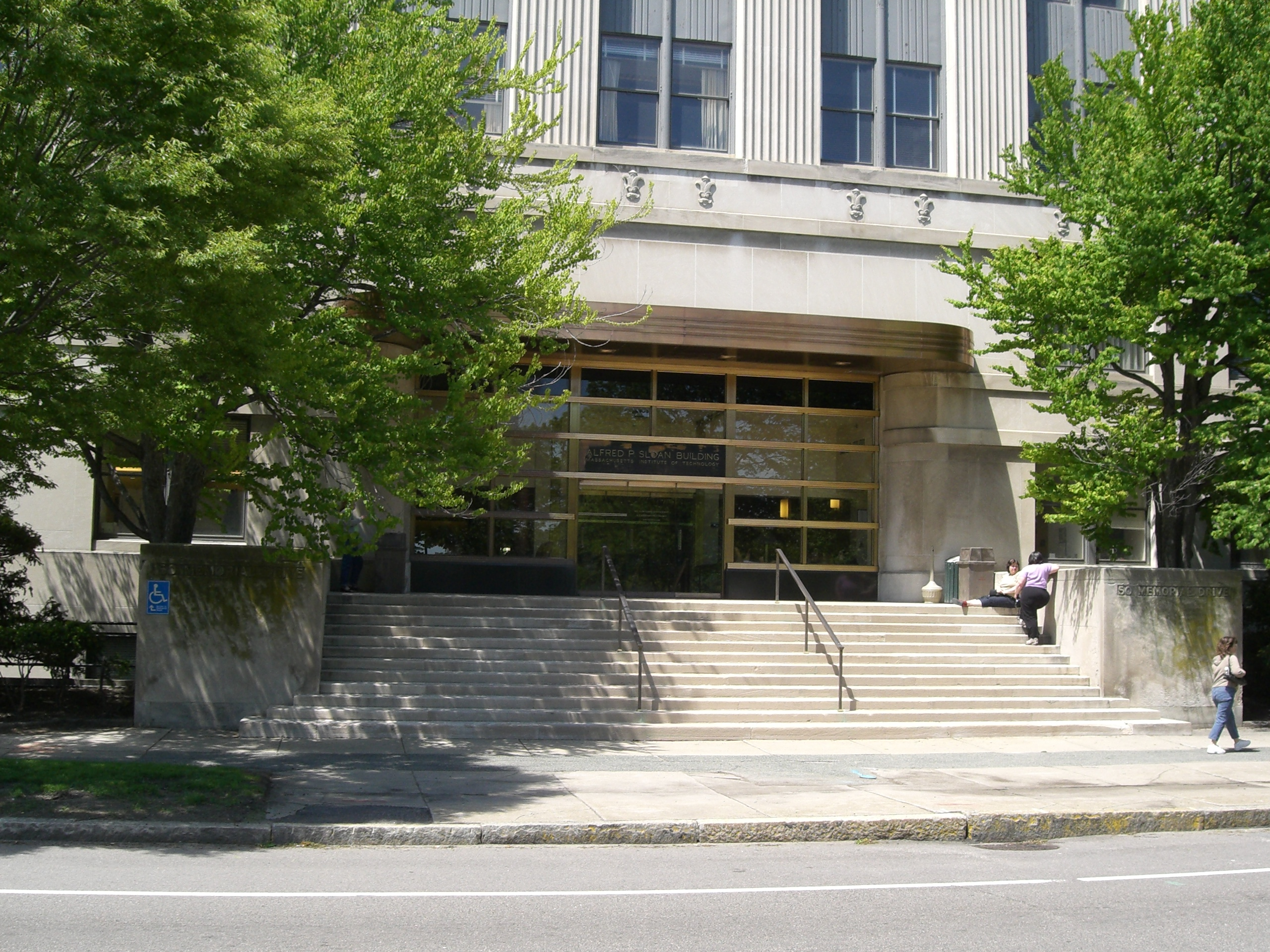
MITsloan Hauptgebäude

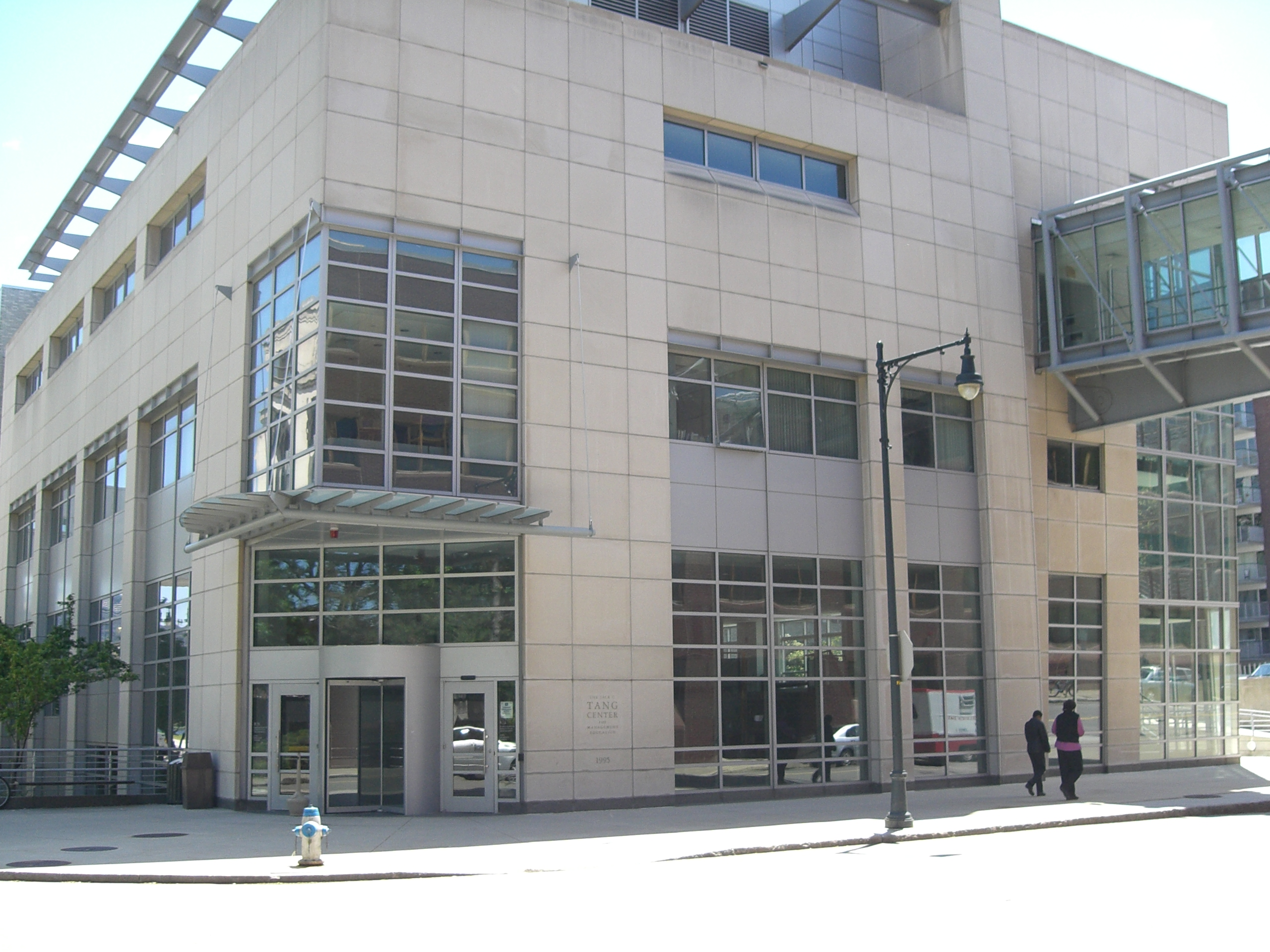
MITsloan Tang Center

Die Sloan School of Management des Massachusetts Institute of Technology (MIT) gilt als eine der weltweit führenden Wirtschaftshochschulen. An der Fakultät wurde grundlegende Forschungsarbeit im Bereich der Wirtschafts- und Managementtheorie geleistet. Mehrere Mitglieder und Forscher der MIT Sloan School of Management wurden mit dem Alfred-Nobel-Gedächtnispreis für Wirtschaftswissenschaften ausgezeichnet, darunter Paul Samuelson, Franco Modigliani oder Robert M. Solow.
Namensgeber der MIT Sloan School of Management ist Alfred P. Sloan, der die Organisation ab den 1930er Jahren finanziell förderte.

## Ehemalige Studenten
Zu den ehemaligen Studenten (Alumni) der Sloan School gehören beispielsweise Kofi Annan, der ehemalige Generalsekretär der Vereinten Nationen, der Premierminister Israels, Benjamin Netanjahu, William C. Ford, Vorstandsvorsitzender der Ford Motor Company, und der Managementlehrer Sumantra Ghoshal.

## Weitere Forscher
- Rudi Dornbusch
- Eric von Hippel
- Jack Welch
- Jay W. Forrester
- Otto C. Scharmer